# Я бы не хотел оказаться в твоей шкуре
«Я бы не хотел оказаться в твоей шкуре», дословно — «Я бы не хотел оказаться в твоих туфлях» (англ. I Wouldn’t Be in Your Shoes) — фильм нуар режиссёра Уильяма Ная, вышедший на экраны в 1948 году.
Фильм поставлен по одноимённому рассказу Корнелла Вулрича, который тот впервые опубликовал под псевдонимом Уильям Айриш в журнале Detective Fiction Weekly в 1938 году. Фильм рассказывает о бедном танцоре (Дон Касл), которого приговаривают к смертной казни после того, как на месте убийства обнаружены следы его танцевальных туфлей. Однако его жена (Элиз Нокс) проводит самостоятельное расследование и находит настоящего убийцу.
Это был предпоследний в фильм в карьере режиссёра-ветерана Уильяма Ная, который, начиная с 1914 года, поставил в общей сложности 120 картин.

## Сюжет
За три часа до смертной казни Том Дж. Куинн (Дон Касл) смотрит на портрет любимой жены и вспоминает о тех обстоятельствах последнего времени, которые привели в камеру смертников:
Том вместе с женой Энн (Элиз Нокс) выступали как танцевальный дуэт на профессиональной сцене, однако лишились работы, после чего Энн удалось устроиться инструктором в танцевальную школу. Однажды жарким июльским вечером в своей нью-йоркской квартире безработный Том встречает жену, которая получила щедрые чаевые от своего постоянного клиента и поклонника, прозванного ей Санта-Клаус. Том и Энн мечтают переехать в Калифорнию, чтобы устроиться там на работу в один ночных клубов. Ночью Том не может заснуть из-за кошачьего визга на улице. В раздражении он бросает в окно одну из своих танцевальных туфель, однако, успокоившись, выходит за ней на улицу, но не может её найти. На следующее утро Энн видит, что кто-то поставил туфлю прямо перед их входной дверью, недоумевая, как она могла там оказаться. В тот же день полиция обнаруживает тело убитого одинокого Отиса Вантнера, который жил в том же доме на первом этаже. Полиция предполагает, что мотивом убийства могло стать ограбление, так как у Отиса пропала большая сумма денег в 20-долларовых купюрах старого образца, которые тот хранил дома. В грязи под окнами квартиры убитого инспектор полиции Клинт Джадд (Реджис Туми) обнаруживает след от ботинка. Проведя экспертизу гипсового отпечатка, эксперты приходят к заключению, что след оставила туфля профессионального танцора высокого роста. Тем временем Том находит на улице около ближайшего танцевального зала портмоне с двумя тысячами долларов в старых 20-долларовых банкнотах. Дома он говорит Энн, что собирается передать эти деньги в полицию, однако она напоминает мужу, как могли бы помочь им эти деньги. В итоге она уговаривает Тома подождать неделю, в течение которой вернуть деньги владельцу, если тот сообщит об их потере через газету, а если нет, то оставить деньги себе. Детективы приходят в магазин, торгующий специальной обувью для танцоров, продавец которого по отпечатку сразу определяет, что продал эти туфли Тому. На Тома падает подозрение в убийстве, однако детектив Стивенс (Чарльз Д. Браун) решает его не арестовывать, рассчитывая проследить за ним, чтобы выяснить, куда он спрятал похищенные деньги. После того, как в течение недели никто не заявляет о пропаже денег, Том и Энн берут по 200 долларов и отправляются по магазинам за покупками. Энн покупает радиоприёмник, модную шляпку и другие дорогостоящие вещи, которые ранее не могла себе позволить. Однако когда Том приносит жене купленные ей в подарок дорогие наручные часы, в квартиру входят и детективы, которые арестовывают Тома по подозрению в убийстве. Одним из этих детективов является Джадд, в котором Энн узнаёт своего ученика и поклонника по прозвищу Санта-Клаус. Энн забирают в полицию вместе с мужем. На допросе в полиции Том заявляет, что никого не убивал, однако под давлением улик признаёт, что действительно нашёл портмоне с двумя тысячами долларов в старых купюрах. Полиция, однако, предполагает, что хранившаяся у Вантнера сумма была значительно больше. Рассчитывая, что Энн приведёт их к остальным деньгам, полиция выпускает её на свободу и устанавливает за ней слежку. Джадд встречает её на улице и приглашает для доверительного разговора в кафе, однако Энн категорически отказывается верить в виновность мужа. В суде Тома признают виновным и проговаривают к смертной казни на электрическом стуле фактически на основе двух косвенных улик — следа его туфли около окон Вантнера и обнаруженных у него старых 20-долларовых банкнот. Энн ходит в церковь молиться за мужа, а накануне Рождества, за неделю до приведения приговора в исполнение звонит Джадду и приглашает его на встречу. Понимая, что инспектор в неё влюблён, Энн обещает ему, что если тот добьётся освобождения Тома, тогда она разведётся с мужем и выйдет за Джадда замуж. Джадд пытается убедить коллег пересмотреть дело, так как оно построено исключительно на косвенных уликах, а когда ему это не удаётся, начинает самостоятельное расследование. Вскоре он находит подозреваемого — некого Джона Л. Козлоффа (Роберт Лауэлл), который во время убийства жил в этом доме. Козлофф оказывается подозрительной личностью, который вскоре после убийства уехал в город Питтсфилд, а там, нигде не работая, неожиданно стал тратить большие суммы денег. Однако когда Козлоффа доставляют в полицию, выясняется, что в момент убийства он находился в больнице, где ему делали операцию, а деньги он получил в наследство от умершей в Питтсфилде матери. В итоге с Козлоффа снимают все обвинения, а приговор в отношении Тома остаётся в силе.
Вспоминание Тома заканчивается, в тот момент, когда к нему в камеру на последнюю встречу приходит Энн. Простившись с мужем, Энн направляется на занятие в танцевальную школу, где встречает Джадда, который говорит, что сделал ради её мужа всё что мог, и требует ответных действий со стороны Энн. Он объясняется ей в любви и говорит, что купил для них шикарную квартиру, которую хочет немедленно показать. Энн резко отказывается туда ехать, однако когда Джадд протягивает ей в качестве чаевых старую 20-долларовую купюру, резко меняет своё мнение. За полчаса до казни Тома Энн приезжает вместе с Джаддом в квартиру, поражаясь её богатству. Она заставляет инспектора рассказать ей, что он купил квартиру ещё летом и несколько месяцев готовил её для них. Далее он говорит, что выяснил всё о прошлом, укладе жизни и привычках её и Тома, после чего выстроил и реализовал план, как заполучить Энн. Когда он задушил Вантнера и похитил у него 60 тысяч долларов, ему очень повезло, что Том выбросил свою туфлю, след от которой Джадд оставил под окнами Вантнера. Затем Джадд специально подбросил портмоне с двумя тысячами долларов около танцевального зала с таким расчётом, чтобы Том их нашёл. В этот момент в комнату входят полицейские детективы, которых Энн успела предупредить по телефону из танцевальной школы. Когда они собираются арестовать Джадда, тот достаёт оружие, и его убивают на месте. С Тома снимают все обвинения, он возвращается домой и целует Энн.

## В ролях
- Дон Касл — Том Дж. Куинн
- Элиз Нокс — Энн Куинн
- Реджис Туми — инспектор Клинт Джадд
- Чарльз Д. Браун — инспектор Стивенс
- Рори Маллинсон — Гарри, 1-й детектив
- Роберт Лауэлл — Джон Л. Козлофф
- Стив Даррелл — окружной прокурор
- Билл Кеннеди — 2-й детектив
- Джон Эллиотт — мистер Лейк, адвокат Тома Дж. Куинна
- Тито Вуоло — Кампана, зеленщик
- Джон Дусетт — заключённый
- Рэй Тил — тюремщик

## История создания фильма
В 1940-50-е годы по произведениям американского писателя Корнелла Вулрича было поставлено множество фильмов нуар, среди них такие успешные картины, как «Человек-леопард» (1943), «Крайний срок — на рассвете» (1946), «Погоня» (1946), «У ночи тысяча глаз» (1948), «Окно» (1949), «Не её мужчина» (1950) и «Окно во двор» (1954).
Как отмечает киновед Джефф Майер, «в течение более чем десятилетия Вулрич по-разному перерабатывал вариант истории, в которой человек оказывался в тюрьме за убийство, которого не совершал, тем самым вынуждая свою жену или подругу покинуть свой обычный мир и погрузиться в мир криминала». При этом «во время расследования женщина должна была примерить на себя некоторые черты роковой женщины, безжалостно используя любого мужчину, который оказывается у неё на пути». Такой сюжетный ход до этого фильма уже был использован в фильмах «Леди-призрак» (1944) и «Чёрный ангел» (1946), в основу которых положены одноимённые романы. Вулрич также использовал этот ход в своих рассказах «Убийство в воске», «Работа по лицу» и «Те, кто убивает». Рассказ «Я бы не хотел оказаться в твоей шкуре» Вулрич впервые опубликовал в 1938 году в журнале Detective Fiction Weekly, и он был вариацией на тему известной сюжетной линии Вулрича, когда жене приходится доказывать, что её муж не виновен в убийстве. В 1943 году этот рассказ был издан заново, после чего на него обратила внимание студия Monogram Pictures.
Кинокомпания Monogram Pictures обратилась к детективному жанру с 1942 года, когда купила права на съёмку фильмов про Чарли Чена, после того, как студия Twentieth Century-Fox прекратила производство собственной серии картин про этого детектива . В 1944 году Monogram произвела свой первый и один из своих лучших нуаров — «Когда незнакомцы женятся». Затем, как отмечает киновед Артур Лайонс, «студия, вероятно, особенно полюбила творчество Корнелла Вулрича», нуаровые картины по произведениям которого «основывались на провалах в памяти, вызванных алкоголем и наркотиками». В итоге студия выпустила сразу три фильма по произведениям Вулрича — «Козёл отпущения» (1947), «Виновная» (1947) и «Я бы не хотел оказаться в твоей шкуре» (1948)  . Как отмечается в книге Спайсера и Хэнсон, «все эти криминальные истории ранее были опубликованы в бульварных журналах, а сценарий „Я не хотел бы оказаться в твоей шкуре“ был написан бульварным романистом Стивом Фишером, демонстрируя тесную связь между беллетристикой и фильмами категории В» . Как отметил Лайонс, сценарий написал автор крутых детективов Стив Фишер по роману нового фаворита Monogram и «короля нуара» Корнелла Вулрича. Что касается самого Фишера, то по его роману, в частности, был поставлен один из первых фильмов нуар «Ночной кошмар» (1941), он также работал над сценариями таких нуаров, как «Джонни Эйнджел» (1945), «Рассчитаемся после смерти» (1947), «Леди в озере» (1947) и «Город, который никогда не спит» (1953).
Как отмечает Лайонс, этот фильм стал первым нуаром в продюсерской карьере Уолтера Майриша, который в дальнейшем продюсировал такие картины жанра, как «История в Феникс-сити» (1955) и «Большой ансамбль» (1955), а также такие знаменитые картины, как «Вторжение похитителей тел» (1956), «Великолепная семёрка» (1960), «Вестсайдская история» (1961), «Большой побег» (1963) и «Душной южной ночью» (1967).

## Оценка фильма критикой

### Общая оценка фильма
Фильм остался мало замеченным критикой после выхода на экраны, и на многие годы выпал из поля зрения историков кино. Однако, начиная с 1990-х годов, киноведы вспомнили об этой картине. В частности, Боб Порфирио охарактеризовал её как «довольно стандартный фильм Monogram, грамотно снятый и сыгранный актёрами». Обратив внимание на сюжетные нестыковки в картине, Порфирио заметил, что впрочем, «это обычное место в фильмах по произведениям Вулрича». Вместе с тем, по словам киноведа, «недостатки этого фильма компенсируются чёткой игрой Туми, который в роли детектива-убийцы расследует собственное преступление, предвосхищая в какой-то степени маниакального газетного редактора из фильма „Скандальная хроника“ (1952)» . Артур Лайонс замечает, что эта картина является «типичным продуктом Monogram, которую в огромной степени спасает сдержанная игра опытного актёра Туми». По мнению киноведа, фильм «заслуживает внимания по нескольким причинам, однако, как и „Западня“ (1946), он в своё время полностью выпал из поля зрения широкой публики, вероятно (как хочется надеяться), хранясь где-то в студийных архивах».
По мнению Майера, «этот малобюджетный фильм Monogram страдает от плохих производственных качеств, которые не позволяют актёрам развернуться в полной мере и ограничивают развитие событий небольшим количеством декораций и сцен, в силу чего картине не достаёт атмосферы». Далее Майер обращает внимание на то, что «в фильме есть один поразительный момент, типичный для книг Вулрича, когда Энн предлагает себя Джадду, если он поможет ей найти реального убийцу». По словам Майера, такая готовность «казалось бы добродетельной женщины предложить своё тело в обмен на помощь является поразительным моментом в контексте цензуры Администрации производственного кодекса 1940-х годов» . Другим наиболее интересным моментом картины, по мнению киноведа, является личность Джадда, «грустного, одержимого полицейского, который сам способствует собственному падению», и в этом качестве проявляет себя как «настоящий нуаровый герой, фактически изобличающий себя ради женщины, которой он в общем-то безразличен». Спенсер Селби также обращает внимание на то, к каким «парадоксальным результатам» приводит «помощь полицейского детектива женщине в снятии обвинений с её мужа в убийстве».
Батлер назвал картину «менее значимым фильмом нуар», который «очевидно сделан на скромный бюджет». Тем не менее, критик считает, что фильм «доставит удовольствие поклонникам нуара, которых интересует что-то не очень широко известное». А то, что фильм поставлен по книге Вулрича, «подразумевает довольно замысловатый сюжет и погружение в паранойю». Деннис Шварц считает, что «это рутинный фильм нуар режиссёра Уильяма Ная», главный посыл которого выражен словами героини: «Это не правильно, когда кто-то должен умереть лишь на основании косвенных улик». По мнению Шварца, «заурядность фильма преодолевается реалистичностью и конкретностью выраженной им позиции против смертной казни».

### Оценка работы режиссёра и творческой группы
Как пишет Батлер, «когда типичная история Вулрича попадает в руки режиссёра, который глубоко вникает в её суть и знает, как вдохнуть в неё кинематографическую жизнь (как это сделал Альфред Хичкок в „Окне во двор“), результат может быть выдающимся». Однако «режиссёр Уильям Най — это не Хичкок». Он поставил фильм «вполне профессионально и достаточно эффективно (хотя и немного вяло), однако материал требует большего». По мнению Батлера, «одержимость, которая является неотъемлемой частью произведений Вулрича, должна быть в крови и у режиссёра». Надо «либо следовать вместе с ней, либо с ней бороться — и то, и другое может принести восхитительные результаты». Однако, как считает критик, «у Ная такой одержимости нет, и в итоге зритель с тревогой начинает задумываться о надуманности большей части сюжета и о той технике манипулирования, которая за этим стоит». Батлер полагает, что «пара мощных звёзд в главных ролях могла бы существенно изменить картину в лучшую сторону. Однако Дон Касл и Элиз Нокс всего лишь точны, но не более того; они делают всё правильно, однако при этом не оживляют происходящее на экране. Намного лучше смотрится Реджис Туми, который выдаёт замечательную игру, чем во многом помогает фильму».